# Euthalia anaea
Euthalia anaea är en fjärilsart som beskrevs av Friedrich Wilhelm Niepelt 1927. Euthalia anaea ingår i släktet Euthalia och familjen praktfjärilar. Inga underarter finns listade i Catalogue of Life.